# This Is Us (album)
This Is Us is het zevende studioalbum van de Backstreet Boys, uitgebracht in oktober 2009.

## Achtergrondinformatie
Met dit album wilden de Backstreet Boys het succes van hun album Millennium overtreffen. Daarom schakelden zij topproducers als RedOne en Max Martin in. Daarnaast is op het album een samenwerking met Pitbull als Europese bonustrack te horen.
Als voorloper op dit album werd in augustus 2009 de single Straight through my heart uitgebracht. Het nummer, geproduceerd door RedOne, werd in Europa echter geen grote hit. De single behaalde geen notering in de Nederlandse Top 40 of de Vlaamse Ultratop. In november 2009 verscheen Bigger als tweede single, maar ook dit nummer flopte.

## Hitnotering
This Is Us kwam een week na de release binnen op de vijfde plaats van de Nederlandse Album Top 100. Daarna zakte het album echter snel weg en na zeven weken verdween het uit de lijst. In Vlaanderen had het album nog minder succes, met de 27ste plaats als hoogste positie. 
| "This Is Us" in de Nederlandse Album Top 100 - binnen: 10-10-2009 | "This Is Us" in de Nederlandse Album Top 100 - binnen: 10-10-2009 | "This Is Us" in de Nederlandse Album Top 100 - binnen: 10-10-2009 | "This Is Us" in de Nederlandse Album Top 100 - binnen: 10-10-2009 | "This Is Us" in de Nederlandse Album Top 100 - binnen: 10-10-2009 | "This Is Us" in de Nederlandse Album Top 100 - binnen: 10-10-2009 | "This Is Us" in de Nederlandse Album Top 100 - binnen: 10-10-2009 | "This Is Us" in de Nederlandse Album Top 100 - binnen: 10-10-2009 | "This Is Us" in de Nederlandse Album Top 100 - binnen: 10-10-2009 | "This Is Us" in de Nederlandse Album Top 100 - binnen: 10-10-2009 |
| Week                                                              | 1                                                                 | 2                                                                 | 3                                                                 | 4                                                                 | 5                                                                 | 6                                                                 |                                                                   | 7                                                                 |                                                                   |
| ----------------------------------------------------------------- | ----------------------------------------------------------------- | ----------------------------------------------------------------- | ----------------------------------------------------------------- | ----------------------------------------------------------------- | ----------------------------------------------------------------- | ----------------------------------------------------------------- | ----------------------------------------------------------------- | ----------------------------------------------------------------- | ----------------------------------------------------------------- |
| Nummer                                                            | 5                                                                 | 27                                                                | 49                                                                | 56                                                                | 70                                                                | 93                                                                | uit                                                               | 41                                                                | uit                                                               |

## Tracklist
| Nummer | Titel                             | Schrijver(s)                                                                      | Producer(s)                            |
| ------ | --------------------------------- | --------------------------------------------------------------------------------- | -------------------------------------- |
| 1.     | "Straight Through My Heart"       | RedOne, Bilal Hajji, Novel Jannusi, AJ Jannusi, Kinnda Hamid                      | RedOne                                 |
| 2.     | "Bigger"                          | Max Martin, Tiffany Amber, Shellback                                              | Max Martin                             |
| 3.     | "Bye Bye Love"                    | Kenneth Karlin, Carsten Schack, Claude Kelly                                      | Soulshock & Karlin                     |
| 4.     | "All Of Your Life (You Need Love) | RedOne, Charles Hinshaw Jr.                                                       | RedOne                                 |
| 5.     | "If I Knew Then"                  | Kenneth Karlin, Carsten Schack, Claude Kelly                                      | Soulshock & Karlin                     |
| 6.     | "This Is Us"                      | Jordan Omley, Michael Mani, James Scheffer, Frank Romano, Howie Dorough           | Jim Jonsin, Jorden Omley, Michael Mani |
| 7.     | "PDA"                             | Printz Board, Mario James                                                         | Printz Board                           |
| 8.     | "Masquerade"                      | Busbee, Brian Kennedy, Alexander James, Antwoine Collins                          | Brian Kennedy                          |
| 9.     | "She's A Dream"                   | Nick Carter, T-Pain, Howie Dorough, Brian Litrell, Alexander McLean, Daen Simmons | T-Pain, Mr. Pyro                       |
| 10.    | "Shattered"                       | Jordan Suecof, Tiron Mack, Chad Roper, Daryl Camper                               | Emanuel Kirakou                        |
| 11.    | "Undone"                          | RADIO, Ryan Tedder, Josh Hoge                                                     | RADIO, Ryan Tedder                     |
| 12.    | "Helpless" (ft. Pitbull)          | Jordan Omley, James Scheffer, Frank Romano, Michael Mani, Armando C. Perez        | Jim Jonsin                             |